# Puente Yavuz Sultan Selim
El puente Yavuz Sultan Selim (en turco: Yavuz Sultan Selim Köprüsü), inicialmente llamado el Tercer puente del Bósforo (con el Puente del Bósforo siendo el Primer puente del Bósforo y puente Fatih Sultan Mehmet siendo el Segundo puente del Bósforo), situada a unos 19 km al norte del primer puente del Bósforo, es un puente colgante apto para la circulación de ferrocarriles y el tránsito de vehículos a motor sobre el Bósforo, al norte del puente del Bósforo en Estambul, Turquía.
El puente está situado entre Garipçe en Sarıyer en el lado europeo y Poyrazkoy en Beykoz en el lado asiático. La ceremonia de colocación de la primera piedra tuvo lugar el 29 de mayo de 2013. Con 322 m, es el puente colgante más alto del mundo. Es, después del viaducto de Millau, el segundo puente de cualquier tipo más alto del mundo. El puente fue inaugurado el 26 de agosto de 2016. El puente es también el puente colgante más amplio del mundo con 58,5 metros de ancho.